# Euspondylus auyanensis
Espèce
Euspondylus auyanensis est une espèce de sauriens de la famille des Gymnophthalmidae.

## Répartition
Cette espèce est endémique de l'État de Bolívar au Venezuela. Elle se rencontre sur l'Auyan Tepuy.

## Étymologie
Son nom d'espèce, composé de auyan et du suffixe latin -ensis, « qui vit dans, qui habite », lui a été donné en référence au lieu de sa découverte.

## Publication originale
- Myers, Rivas & Jadin, 2009 : New species of lizards from Auyantepui and La Escalera in the Venezuelan Guayana, with notes on "microteiid" hemipenes (Squamata, Gymnophthalmidae). American Museum Novitates, no 3660, p. 1-32 (texte intégral).